# Iglesia de San Andrés (Madrid)
La iglesia de San Andrés es un templo católico situado en el n.º 1 de la plaza de San Andrés de Madrid (España), en el céntrico barrio de La Latina. Se trata de una de las parroquias más antiguas de la ciudad. 
En este templo tuvo su sede la Hermandad de las Tres Caídas y Esperanza de Madrid, inspirada en la de la Esperanza de Triana .

## La primitiva iglesia de San Andrés
Poco se puede decir con certeza de la primitiva iglesia, existente ya a finales del siglo XII y levantada acaso en un solar ocupado anteriormente por la primitiva iglesia cristiana del Madrid islámico, ya que la jurisdicción de San Andrés se extendía por lo que fue el antiguo barrio mudéjar, posterior morería. Este templo fue muy frecuentado por san Isidro Labrador y santa María de la Cabeza, feligreses de la parroquia en la que el santo fue enterrado. Junto a él se alzaba la casa de su amo Iván de Vargas, sobre la que se levantó luego el palacio de los marqueses de Paredes, ahora reconstruido y convertido en museo de titularidad municipal. En él se encontraba el pozo, protagonista de uno de los milagros del santo, y una pequeña capilla en el lugar donde se decía que había vivido San Isidro.
Para el historiador y arqueólogo Elías Tormo, sin embargo, el emplazamiento de la primitiva iglesia estuvo ocupado antes por una mezquita situada junto a la torre albarrana en lo que luego fue palacio de los Laso de Castilla, residencia de los Reyes Católicos y del cardenal Cisneros cuando se encontraban en Madrid. En tiempos de los Reyes Católicos fue reformada la iglesia en estilo gótico, abriéndose a la vez un paso alto de comunicación con el palacio. En el siglo XVI se le adosó la capilla del Obispo, luego templo independiente, a la que se trasladó en 1535 el cuerpo del santo por orden del obispo Gutierre de Vargas Carvajal, lo que dio lugar a discordias entre ambas capellanías, hasta que veinticuatro años después el cuerpo retornó a su emplazamiento original. En 1656 el viejo templo sufrió un desplome, reconstruyéndose modestamente a la vez que se construía la capilla de San Isidro, cambiando su orientación. La nueva iglesia de San Andrés se adornó con un retablo de Alonso Cano, aunque se simplificó el proyecto inicial que incluía la urna de San Isidro. Las esculturas pertenecían a Manuel Pereira, a quien correspondía también la estatua de San Andrés en piedra situada en la hornacina de su única puerta (actualmente en el jardín lo que queda de ella). La iglesia fue incendiada en 1936 y sobre el solar de la primitiva cabecera gótica se construyó posteriormente la casa rectoral. La actual iglesia ocupa lo que fue capilla de San Isidro y un tramo de la reconstruida en el siglo XVII.

## Capilla de San Isidro
Tras la canonización de San Isidro en el año 1622, y viendo la modestia del templo en que estaban depositados sus restos, se barajó la posibilidad de construir uno nuevo o bien de adosarle capilla que fuese digna del patrón de Madrid. Optándose por esta solución, ya en 1629 el arquitecto de Su Majestad Juan Gómez de Mora presentó los planos de un primer proyecto de capilla de tres tramos paralelos a la nave de la iglesia gótica. En 1642 se convocó nuevo concurso, al que se presentaron varios de los más destacados arquitectos de la Corte, entre ellos el propio Gómez de Mora, fray Lorenzo de San Nicolás y el hermano Francisco Bautista, siendo elegidas las trazas aportadas por Pedro de la Torre. En su proyecto Pedro de la Torre modificaba la orientación de la capilla, que discurriría ahora perpendicular a la cabecera de la iglesia, lo que iba a permitir construir una capilla mayor que la propia iglesia a la que se adosaba. Conforme a su educación arquitectónica clásica, no comportaba novedades estructurales, tratándose de un simple cubo rematado por una cúpula del tipo encamonado, por influencia quizá del hermano Bautista. Pero su interior se preveía fastuosamente ornamentado, siguiendo el modelo de Juan Bautista Crescenci en el Panteón Real de El Escorial. Parece que fue ésta la razón principal para la elección del proyecto de Pedro de la Torre, quien inmediatamente comenzó su construcción, pero las dificultades económicas del momento hicieron que se avanzase poco y en 1650 apenas se había pasado de los cimientos.

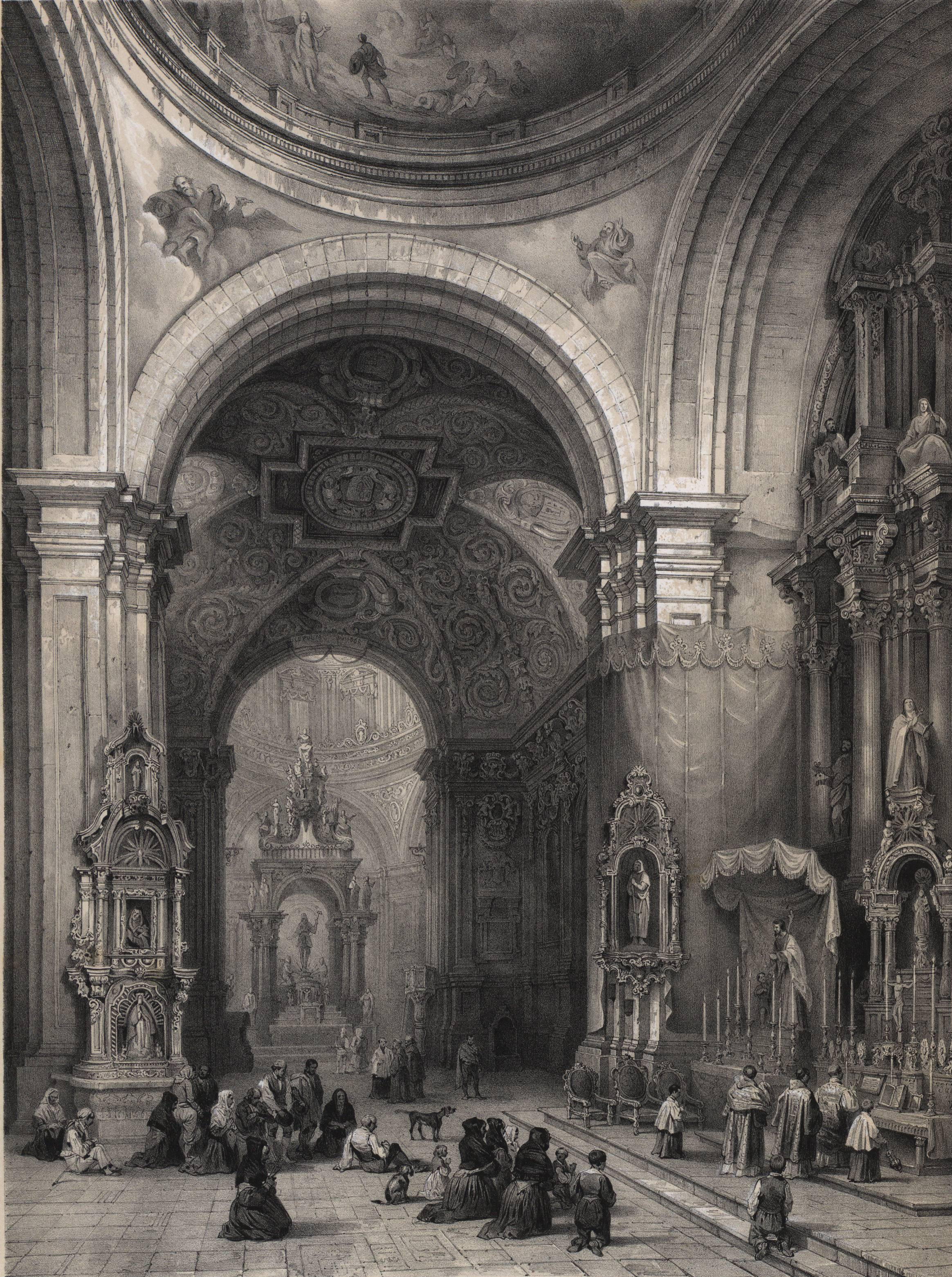
Interior de la capilla de San Isidro en el primer volumen de España artística y monumental (1842). Litografía a partir de un dibujo de Jenaro Pérez Villaamil

En 1657 la obra se reinició, ocupándose de la dirección José de Villarreal, discípulo de Gómez de Mora, quien pudo aprovechar algunas ideas del primitivo proyecto de su maestro, y fue proseguida hasta su terminación en 1669 por Juan de Lobera y Sebastián Herrera Barnuevo, quien proyectó un monumental retablo baldaquino para el arca con las reliquias del santo, realizado finalmente, con mayor modestia, por Lobera. La decoración interior, juzgada en la época como una maravilla, de mármoles y jaspes, se completaba con una imaginativa decoración de estucos obra de los flamencos Carlos Blondei y Francisco de la Viña. En los muros y altares colgaban cuadros (escenas de la vida de San Isidro) de Francisco Rizi y Juan Carreño de Miranda, con otros de Alonso del Arco y Francisco Caro dedicados a la Virgen. También ofrecían novedad en Madrid las puertas, con sus columnas avanzadas, adornadas con una imagen en piedra de San Isidro de Pereira y otra de la Virgen imitada de Alonso Cano.
Tras la expulsión de los jesuitas en 1767, el arca de San Isidro (sustituida por una imagen del santo de Isidro Carnicero) fue trasladada a la que había sido iglesia del Colegio Imperial, transformada en Colegiata de San Isidro, y con ella se llevaron diez esculturas de santos labradores ejecutadas por Pereira. Fue incendiada en 1936 al inicio de la guerra civil, perdiéndose todas sus obras de arte y salvándose únicamente el exterior, excepto la imagen del santo de Pereira. Se reconstruyó su interior (1986-90) por los arquitectos J. Vellés, M. Casariego y F. Posada, quienes decidieron realizar una reconstrucción exacta, lo más fiel posible al desaparecido original, mediante un riguroso proceso de investigación. Los basamentos, de la altura de un hombre, fueron realizados en las ricas piedras originales. Las columnas y entablamento, a mucha mayor altura, en madera con panes de oro y yeso estucado imitando los mármoles. El tambor y la cúpula, a una altura inmensa, con una pintura al agua realizada con desvanecidos y de una forma efectista.

### Estudio historiográfico

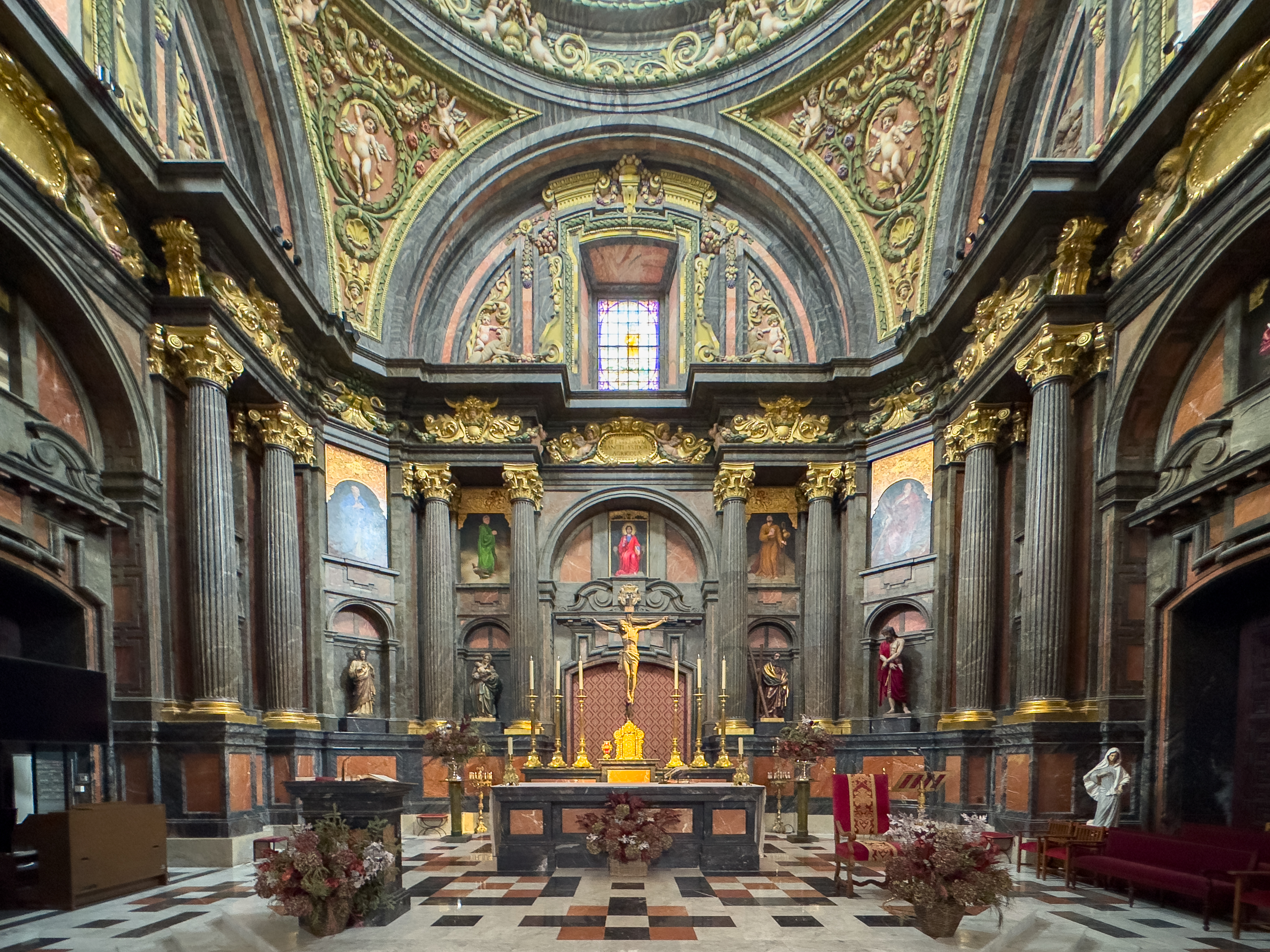
Cabecera de la iglesia

El recorrido comienza con la figura de Antonio Ponz que en su obra Viaje de España, se dedica a describir minuciosamente y “sin artificio” los edificios más importantes de la Villa de Madrid. Hay que tener en cuenta que, cuando lleva a cabo su estudio a fines del siglo XVIII, la Ilustración está en boga, lo que repercute en todos los ámbitos culturales, entre otros en el campo artístico, que tiene su reflejo en el Neoclasicismo, despreciando todas las formas barrocas, por su recargamiento excesivo y por un supuesto concepto anticlásico. Todo tiene que ser claro y racional, por tanto, cualquier tipo de artificio se critica duramente y se desecha. Este hecho se observa en su descripción de la capilla de San Isidro, a la que no da mayor importancia, salvo por las esculturas y cuadros de su interior, de Manuel Pereira y Francisco Rizzi, respectivamente. Todo lo demás lo tacha de recargado y superfluo, aunque no deja, por ello, de dar cierto valor a la solidez del edificio. Resulta curiosa esta mentalidad “ilustrada”, por supuesto, elitista, que pretende modernizar la sociedad, culturizarla y liberarla de prejuicios, pero que realmente solo consigue añadir otros nuevos, puesto que se basa en parámetros de valoración muy estrictos y todo lo que pueda desviarse, se rechaza, sin tener en cuenta el contexto histórico, y en este caso, las tendencias artísticas, catalogando de segunda, e incluso de tercera fila, obras de suma importancia para la historia del arte de nuestro país.
Algo similar ocurre con Eugenio Llaguno y Amirola, cuando trata este edificio, puesto que su obra está muy próxima cronológicamente a la de Ponz. Tiene, sin embargo, algunos aspectos positivos porque da el nombre de dos arquitectos implicados en su construcción y luego en su decoración, José de Villarreal y Sebastián Herrera Barnuevo. Afirma, que a la muerte de Barnuevo, la plaza de maestro mayor recae en la figura de Gaspar de la Peña. Está aportando datos para el estudio de la capilla, lo que parece significar que la tiene en más alta estima que Ponz, aunque sólo da los nombres de aquellos que intervinieron, que desde su punto de vista, sí son dignos de mención. Por otro lado, el hecho de dar mayor información, también podría deberse al hecho de que se ha preocupado más por la investigación. No hay que olvidar, sin embargo, que Llaguno es un personaje de su tiempo y, por tanto, también menosprecia el recargamiento decorativo, que no hace otra cosa que ocultar y deslucir la obra arquitectónica, a la que también da cierta importancia. Al igual que Ponz, en Llaguno lo más destacable de la capilla son los cuadros de Carreño y Rizzi.
Ambas figuras son importantes puesto que fueron los primeros, junto con Ceán Bermúdez, en hacer un estudio sobre las obras artísticas españolas, por lo que son considerados padres de nuestra historiografía. Es de destacar su preocupación por recopilar datos y por dar una valoración personal, que aunque totalmente contraria a la línea de pensamiento actual, sirvió para arrojar cierta luz sobre obras de las que, hasta entonces, apenas se tenía información.
José Antonio Álvarez de Baena aporta nuevos datos en su obra Compendio Histórico, de las grandezas de la coronada Villa de Madrid, corte de la monarquía de España, publicada en 1786. Habla del gasto de la fábrica, fijando la cifra en 11 millones de reales. Asimismo dice como unos años después de 1642, al arruinarse la iglesia de San Andrés, «se determinó labrar la capilla al bendito labrador a costa del Rey y de la Villa». Este autor es el primero en determinar una fecha para la colocación de la primera piedra, datando este momento el 12 de abril de 1657. También fecha el año de conclusión en 1669.
Figura muy importante para nuestro estudio es sin duda Pascual Madoz, quien durante los años 1846 al 1850 trabaja en el Diccionario geográfico-estadístico-histórico de España y sus posesiones de Ultramar, en cuyo tomo número X establece en 11.960.000 reales el costo total de la capilla, y niega así la cifra de 11 millones establecida muchos años atrás por Álvarez Baena, indica además que no sólo el Rey y la Villa fueron los contribuyentes a sufragar estos dispendios, sino que, además, los virreyes de México, Nueva Granada y Perú contribuyeron con cuantiosas sumas. Madoz aporta nuevos datos y ofrece un estudio más exhaustivo de la capilla, en la obra Madrid, Audiencia, Provincia, Intendencia, Vicaría, Partido y Villa de 1848, donde comienza hablando de la localización de la capilla en el lado del Evangelio de la iglesia de San Andrés. Da la fecha de la colocación de la primera piedra el 12 de abril de 1657, asistiendo el rey Felipe IV con su segunda esposa Mariana de Austria y el patriarca de las Indias don Alonso Pérez de Guzmán. Afirma que la obra la lleva a cabo José de Villarreal, bajo las trazas de fray Diego de Madrid, que al morir es sucedido por Sebastián Herrera Barnuevo, que según el propio Madoz «no tenía en arquitectura tan buen gusto como en pintura y escultura».
Aunque no lo especifica, muchos de los datos que maneja son extraídos de Álvarez Baena, si bien autores posteriores demostrarán que son inexactos. Pasa a realizar una descripción minuciosa tanto del exterior como del interior del edificio. En su crítica de la obra la califica de excesiva en su decoración, pero de buena construcción y dan gran importancia a los cuadros de Juan Carreño y Francisco Rizi. Esta consideración está directamente influenciada por Ponz y los autores de la España monumental, que no dice quiénes son. A pesar de caer en errores en cuanto al contexto de la construcción, es importante su aportación pues es uno de los primeros en intentar hacer un análisis más detenido, hablando de nombres, fechas, gastos, etc., y evita caer en el prejuicio de que como es una obra barroca de la segunda mitad del siglo XVII, carece de significación y, por tanto, no es necesario su estudio, como había ocurrido con Ponz y Llaguno. Sin embargo, cae en la consideración negativa al hablar de la decoración. Además su obra influye en autores posteriores.
Esta influencia de Pascual Madoz se ve reflejada en Mesonero Romanos, quien en su obra El antiguo Madrid. Paseos histórico-anecdóticos por las calles y casas de esta villa, del año 1861, hace un resumen de lo expuesto anteriormente por Madoz, limitándose a resumir y copiar a éste, ya que en ocasiones dice exactamente lo mismo. Habla de los gastos de la construcción, de los reyes y personajes que intervinieron en su patronazgo. Cita al mismo Fray Diego de Madrid y también a Villarreal y Barnuevo. Por otro lado, ni siquiera a la hora de valorar el edificio tiene una opinión propia, pues la efusiva descripción que hace, también la toma de Madoz. Es sorprendente como un autor hace suyas las investigaciones de otro, sin mencionarlo siquiera.
Procede mencionar el trabajo de Ciria Higinio, «La parroquia de San Andrés», artículo publicado en la revista La Semana Católica en los meses mayo y junio de 1897. Este trabajo es estudiado y mencionado por historiadores posteriores.

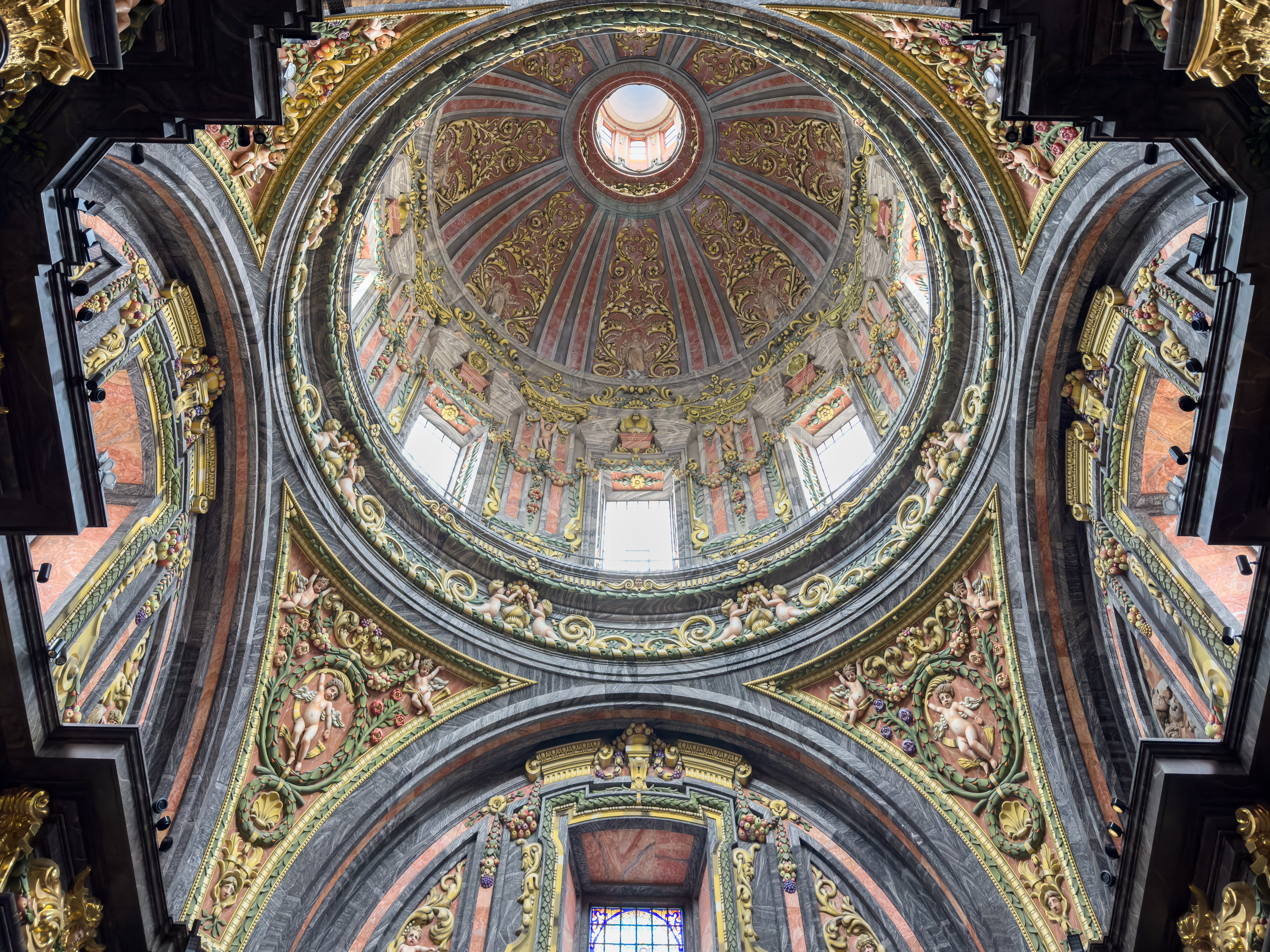
Interior de la cúpula y cimborrio

En 1918 aparece un artículo de importancia para el análisis historiográfico de la capilla. Dentro del Boletín de la Sociedad Española de Excursiones, Francisco Macho Ortega escribirá un capítulo titulado «La capilla de San Isidro en la parroquia de San Andrés de Madrid». En este documento, Macho Ortega trata de aclarar las noticias falsas e inexactas publicadas hasta el momento, trabajando para ello con los Archivos Municipales de Madrid. Macho Ortega corrige a Álvarez de Baena, quien argumenta que fue en 1642 cuando se pensó edificar la capilla. Para rebatir este hecho, se basa en una Cédula Real de Felipe IV, la cual establece claramente que dicho momento fue en el año 1628. Asimismo Macho incluye el nombre de Pedro de Pedroso como persona que establece condiciones para la traza de Gómez de Mora, la cual una vez aprobada es entregada al maestro de obras Bartolomé Díaz Arias el 2 de marzo de 1630, legalizando el contrato ante el notario Francisco Martínez de Orellana.
Se hace referencia a la falta de recursos que ocasionaron la paralización de las obras durante 11 años. Es importante el aporte que se refiere a la creación de una Junta por parte del Ayuntamiento, que hace que en 1641 se retome con afán la continuación del proyecto constructivo. Es ahora cuando se habla del encargo de una nueva traza, a Pedro de la Torre. Mediante una labor que profundiza en el estudio de las fuentes primarias, vuelve a contradecir a Baena, Ponz y Madoz, concretamente en el año en el que las obras se retoman. Para ello se basa en el Libro de Acuerdos que establecen el año 1643 como fecha de inicio y no 1657, año que habían planteado anteriores historiadores. Este error se debe a que en estos años apenas se avanzó en las obras, siendo el año 1657 momento de gran impulso gracias a la Cédula Real expedida en Madrid el 28 de octubre de 1657 y a la contribución de casi todas las aldeas y ciudades de la nación, además de las colonias americanas. Se expone nuevamente uno de los errores de Álvarez Baena, quien atribuye al Rey y a la Villa de Madrid la construcción de la capilla, cuando toda la nación e incluso las posesiones de ultramar tomaron parte activa en ella.
Es interesante el hecho de acuerdo para aceptar los modelos de Fray Diego de Madrid, información recogida en el Libro de Acuerdos. Se establece la fecha de conclusión, el 15 de mayo de 1669, sin embargo la Junta de Comisarios no da por terminada su misión hasta el 9 de septiembre de ese mismo año, dándose por disuelta a partir de esta fecha, y quedando así indicado en el Libro de Acuerdos. Como anécdota, nombrar un error menor a la hora de citar el apunte bibliográfico referido a Álvarez Baena, al fechar la obra de este en el año 1726, cuando en realidad es del año 1786. Sin lugar a dudas la labor documental que lleva a cabo Macho Ortega es muy importante, como discípulo de Elías Tormo representa el primer paso para rebatir errores anteriores y base sólida de un estudio más veraz.
El estudio historiográfico continúa con la figura del propio Elías Tormo y Monzó, quien en 1925, a través del Boletín de la Real Academia de la Historia, manifiesta que la capilla, por su significado en la historia del barroco español y ultramarino, merece ser destacada como Monumento Nacional, “impidiendo así su ruina y su desnaturalización artística”. Hace constar el restablecimiento del aprecio en todo el mundo por el arte barroco, aludiendo a la importancia que vino a tener en España y en América. “A la aceptación por la Corte, y precisamente en esta Capilla, de las libertades y galanuras de las nuevas fórmulas artísticas, rebeldes al clasicismo, ya mecanizado, del Renacimiento”. El estudio de la capilla, lo recopiló con datos inéditos y con los trabajos monográficos de Ciria y Macho, sin aportar datos nuevos sobre el edificio. Igualmente menciona las virtudes de la vida sencilla llevada a cabo por San Isidro y que habían sido narradas por Juan Diácono. Indica como la capilla está edificada en el lugar del sepelio primitivo del santo, en lo que era el cementerio de San Andrés. En resumen, es importante esta obra puesto que se observa una revalorización del arte barroco, que hasta entonces había estado tan desprestigiado; una tendencia iniciada por Cea Bermúdez, Ponz y Llaguno. También es evidente que hay un interés por mantener el patrimonio cultural de la ciudad. Un hecho que poco a poco se va generalizando gracias al esfuerzo y lucha de eruditos como Tormo, y que indica una evolución en la sensibilidad de la sociedad a la hora de preocuparse por la conservación del legado histórico.
Ya en su siguiente obra Las iglesias del antiguo Madrid (1927), Elías Tormo se detiene más en el estudio de esta iglesia y aclara datos aportados anteriormente por otros autores, como por ejemplo, al hablar de la figura de Fray Diego de Madrid, que Madoz y después Mesonero Romanos habían dado el papel de arquitecto junto a José de Villarreal y Sebastián Herrera Barnuevo. En el caso de Tormo, este lo relaciona con la labra de la escultura de San Isidro que se encontraba en el interior de la Capilla, concretamente en el baldaquino. Afirma, basándose en artículos de Ciria, publicados en La Semana Católica, en 1897 y en un “Trabajo universitario” de Macho Ortega de 1918, que es Pedro de la Torre quien inicia la construcción de la capilla en 1642, cuyo proyecto queda finalista por encima del de Gómez de Mora, de 1629. La obra se detiene y es José de Villarreal el que la continúa bajo las trazas de Pedro de la Torre. Lo suceden Juan Beloso y Sebastián Herrera Barnuevo, según él, “secuaz” de Alonso Cano. Aparece el nombre de Juan Beloso, que no se había citado todavía en las obras anteriores. Da más nombres, referidos a los que intervinieron en la decoración y menciona a Juan de Lobera como realizador del baldaquino, siguiendo, en cierta medida, el dibujo de Herrera Barnuevo.
Comienza, por tanto, a despejarse la confusión creada por autores anteriores en lo referente a los arquitectos y al inicio de la construcción. Es fundamental Tormo para los autores posteriores, como Bonet Correa o Virginia Tovar, pues da datos más fiables, que serán corroborados posteriormente. Sin duda alguna, mediante el conocimiento pormenorizado de las fuentes secundarias que hablan de esta obra, se vislumbra como el problema de esta Capilla es que no ha sido estudiada con mayor detenimiento, como es el caso de otras obras a las que desde el principio se las ha considerado de primera categoría. Esto se refleja en el hecho de que cuando se hace un recorrido por los monumentos madrileños, ésta se incluye como una iglesia más, mereciendo sólo una breve mención. Por ello es lógico entrever como a lo largo de su historiografía no se han aportado grandes datos. Por ello Elías Tormo será muy importante, ya que aclara una serie de factores y cambia el concepto que se tenía de los edificios del siglo XVII y XVIII, marcando una línea que seguirán estudiosos posteriores, radicando aquí su importancia.
Merece ser destacado el cambio que se ha producido en la crítica. Un cambio de mentalidad que la lleva a preocuparse por el estudio de todo el patrimonio, dando importancia a las obras, tanto de pintura, arquitectura y escultura, en función de su calidad artística, y no por prejuicios absurdos.
Antes de continuar con el análisis historiográfico, hay que señalar que en el año 1936, la capilla se incendia y permanece en ruinas hasta que a fines de los años ochenta se restaura.
Este hecho lo refleja Vicente Carredano en su obra Dolor y esperanza de la capilla de San Isidro: ruinas en el corazón de la villa, de 1957, donde manifiesta que tanto la capilla de San Isidro como la iglesia de San Andrés están en ruinas, pero que se mantienen intactos los muros, las puertas, las cornisas y la cúpula. Realmente este autor no supone un punto importante dentro de la historiografía de la crítica de la capilla, puesto que los datos que aporta sobre la construcción y sus gastos, aunque no lo apunta en ningún momento, posiblemente los haya tomado de la obra de Pascual Madoz. Sin embargo lo he querido mencionar por el hecho de que se preocupa por el estado del edificio y le sigue dando la importancia que tiene dentro de la arquitectura madrileña del siglo XVII, procurando que no caiga en el olvido y se acabe derribando, como ha ocurrido con muchas otras obras de interés.
Una obra que podría haber aclarado algunos aspectos de este estudio historiográfico, y al cual no he podido acceder, es el artículo de W. Wethey «Decorative Projects of Sebastian Herrera Barnuevo», publicado primero por The Burlington Magazine en 1956 y, más tarde, en Anales del Instituto de Arte Americano e Investigaciones Estéticas de Buenos Aires en 1958.
En 1961 Antonio Bonet Correa dedica una parte de su obra Iglesias madrileñas del siglo XVII al estudio de la capilla, haciendo mención al triunfo de las ideas del barroco en la segunda mitad del siglo XVII. En esta obra no se añaden novedades sustanciales, pues utiliza datos aportados anteriormente por otros autores. Algo a destacar es la inclusión de los creadores de partes de la decoración interior, los flamencos Blondei (inédito hasta ahora) y Francisco de la Viña, ya introducido anteriormente por Macho Ortega. Bonet hace un repaso a los acontecimientos más importantes en la construcción de la obra, tales como el encargo de planos a Gómez de Mora en 1629, encargo de nuevos planos a Pedro de la Torre en 1642, paralización de las obras en 1643 o la reanudación de los trabajos en 1657 con su conclusión en 1669, en una segunda etapa en la que intervienen José de Villarreal, Sebastián de Herrera Barnuevo y Juan de la Lobera. Asimismo da el nombre de Alonso Cano, quien intervino en el proyecto para el altar. Es necesario destacar que todos estos aspectos ya habían sido tratados anteriormente por Macho Ortega y después por Elías Tormo. En la obra de Antonio Bonet destacan la elegancia y la frescura a la hora de hablar sobre las diferentes partes del edificio. En primer lugar hace referencia al hecho de que al realizar un espacio digno del patrón de Madrid, esto lleva a hacer una capilla mayor que la propia iglesia de San Andrés. Habla del gran retablo-baldaquino en el que se colocarían las reliquias del santo, de la planta del templo, del deslumbrante efecto lumínico del interior, del alzado interior mediante grandes columnas pareadas de orden corintio, de la decoración vegetal realizada en estuco por los flamencos Blondei y Francisco de la Viña que derivaban de la empleada por Crescenci en el Panteón Real de El Escorial, de la inclusión de mármoles y jaspes realzados por los dorados del interior, de exteriores en un “barroquismo más tímido” de sentido prístino del volumen, del orden compuesto en sus dobles pilastras gigantes de piedra berroqueña, de lienzos de ladrillo que contrastan con el enorme entablamento de ménsulas pareadas. Asimismo menciona que por primera vez en Madrid, se ve un tipo de portada que tiende a salirse de la superficie del muro. Que la portada-retablo, que en Madrid triunfará en el siglo XVIII, nace pues en la capilla de San Isidro. Para Bonet tanto por sus pilastras como por su ritmo y por su cúpula, la capilla se relacionaría más con el hermano Bautista, que con Gómez de Mora. Añade que la plástica floral refleja un nuevo gusto importado de Italia
Desde aquí, los estudiosos de la capilla de San Isidro ya sólo se limitan a repetir lo que en el pasado otros expusieron, bien porque no investigan más concienzudamente, bien porque realmente no se encuentran nuevos datos.
Rompiendo con esta tónica, será Virginia Tovar quien confiera un nuevo impulso al estudio de la capilla, acudiendo directamente a las fuentes primarias que mencionan datos sobre su construcción. En su obra Arquitectos madrileños de la segunda mitad del siglo XVII, del año 1975, se basará en obras de, entre otros, Wethey, quien escribe Herrera Barnuevo y su capilla de las Descalzas Reales, y Macho Ortega, autor de la obra La capilla de San Isidro en la parroquia de San Andrés. Tovar se dirige directamente a las fuentes documentales del Archivo de la Secretaría del Ayuntamiento, y del mismo modo toma información de un Libro de Acuerdos, que debía ser de la época de la construcción, pero del que no menciona la referencia, y con el que ya trabajó anteriormente Macho Ortega. Si bien las obras se comenzaron bajo el proyecto de Pedro de la Torre en 1642, no queda claro si fue Juan Gómez de Mora quien da el proyecto inicial tras la canonización del santo, aunque se sabe que participó en el concurso para elegir un proyecto, junto al Hermano Bautista, Fray Lorenzo de San Nicolás, Cristóbal Colomo y Miguel del Valle, entre otros, recayendo éste en Pedro de la Torre. La obra la continúa José de Villarreal, y a su muerte lo sucede Juan de Lobera. Sebastián Herrera Barnuevo es el que hace el proyecto para el baldaquino que alberga los restos de San Isidro, que hasta entonces se encontraban en la parroquia de San Andrés, y en ningún momento menciona a Fray Diego de Madrid, como había hecho anteriormente Madoz, Macho Ortega y después Elías Tormo. En todo momento aparece citando textualmente documentos referentes a la obra, en los que se mencionan los materiales utilizados, las obras que se tenían que llevar a cabo antes de la construcción de la capilla, los nombres de los que intervinieron, tanto en su edificación, como en su decoración, etc.
Uno de los objetivos del estudio de Virginia Tovar es demostrar la importancia que tuvo José de Villarreal en el proyecto de la obra, sin por ello menospreciar la labor de Pedro de la Torre. Con este estudio tan exhaustivo, la capilla pasa a formar parte de los ejemplos más importantes de lo que se ha dado en llamar Barroco “castizo”, en la ciudad de Madrid.
Otra obra importante de Virginia Tovar es La arquitectura madrileña del siglo XVII, del año 1983, donde hace un profundo estudio sobre la capilla y sobre las fuentes documentales. Si en la obra de 1975 quiso la autora dar mayor importancia a la aportación de José de Villarreal al proyecto de la capilla, ahora se centra más en la figura de Juan Gómez de Mora, a partir de un plano original del propio arquitecto, de 1629. Es sabido que al final la obra recae en la figura de Pedro de la Torre en 1642, pero Virginia Tovar cree que el carácter esencial de la obra y su modernidad, están tomados directamente del proyecto inicial de Gómez de Mora. Al igual que en su obra anterior, toma como base para el estudio, documentos consultados en el Archivo de la Secretaría del Ayuntamiento, citando textualmente partes de los mismos. Ella misma manifiesta que debido al largo proceso de construcción y a la sucesión de maestros, hay cierta confusión estilística y por ello el estudio se complica. Tovar hace una descripción similar a la de arquitectos madrileños de la segunda mitad del siglo XVII, pero en este caso dando mayor importancia a la figura de Gómez de Mora, lo que no debe llevar a sorpresa puesto que es autor de numerosas obras dentro y fuera de la ciudad de Madrid.
Ya en pleno siglo XXI, el profesor Félix Díaz Moreno, lleva a cabo una serie de trabajos que estudian diferentes elementos de la capilla de San Isidro. En el año 2006, se publica el artículo «El antiguo retablo de San Isidro en San Andrés de Madrid, traza del escultor Real Antonio de Herrera». Si bien no aporta nada nuevo en cuanto a la construcción de la capilla, hace un pormenorizado estudio del antiguo retablo y aporta importantes datos historiográficos que hacen referencia a fuentes primarias de la obra. Así destaca la Relación de la fábrica de la Capilla de San Isidro, documentos que hablan de la capilla y del santo patrono, y un apéndice donde refleja un documento que muestra los pagos a diferentes maestros por obras en el retablo de San Isidro de la iglesia de San Andrés de Madrid, del 26 de mayo de 1639.
Sobre el contenido del artículo hay que destacar la mención de que actualmente la capilla, es la sombra de lo que fue, ya que esta ha perdido gran parte de su patrimonio artístico en diferentes fases, ya fuera por fenómenos naturales, traslados o por el fuego de 1936. Hace un recorrido por la historia de los proyectos y trabajos de la capilla en honor al santo, mencionando dos proyectos de Juan Gómez de Mora, de 1629 y de 1639, solo delineados sobre el papel y el concurso de 1642 en el que vencen las trazas de Pedro de la Torre. Trazas que solo se plasman en la cimentación, ya que la conformación definitiva del templo se da en 1656 cuando debido al hundimiento de la techumbre de la parroquia, se inician trabajos de rehabilitación y de construcción, primero por José de Villarreal y posteriormente por Juan de Lobera, decidiendo en este momento variar la orientación del templo tal y como aparece en la actualidad.
En el mismo año 2006 Félix Díaz Moreno publica el artículo «La estatua-relicario de San Isidro, obra del platero Juan de Ruesta», donde se bien no aporta nada nuevo a nuestro estudio sobre la capilla de San Isidro, señala importantes fuentes primarias, muy valiosas para este trabajo, como son las Constituciones de la Real Capilla del Señor San Isidro de Madrid que otorga el monarca Carlos II en 1679.
No se ha conservado ninguna de las obras de arte que se encontraban en su interior.
Sirve actualmente como parroquia de San Andrés.

## Galería

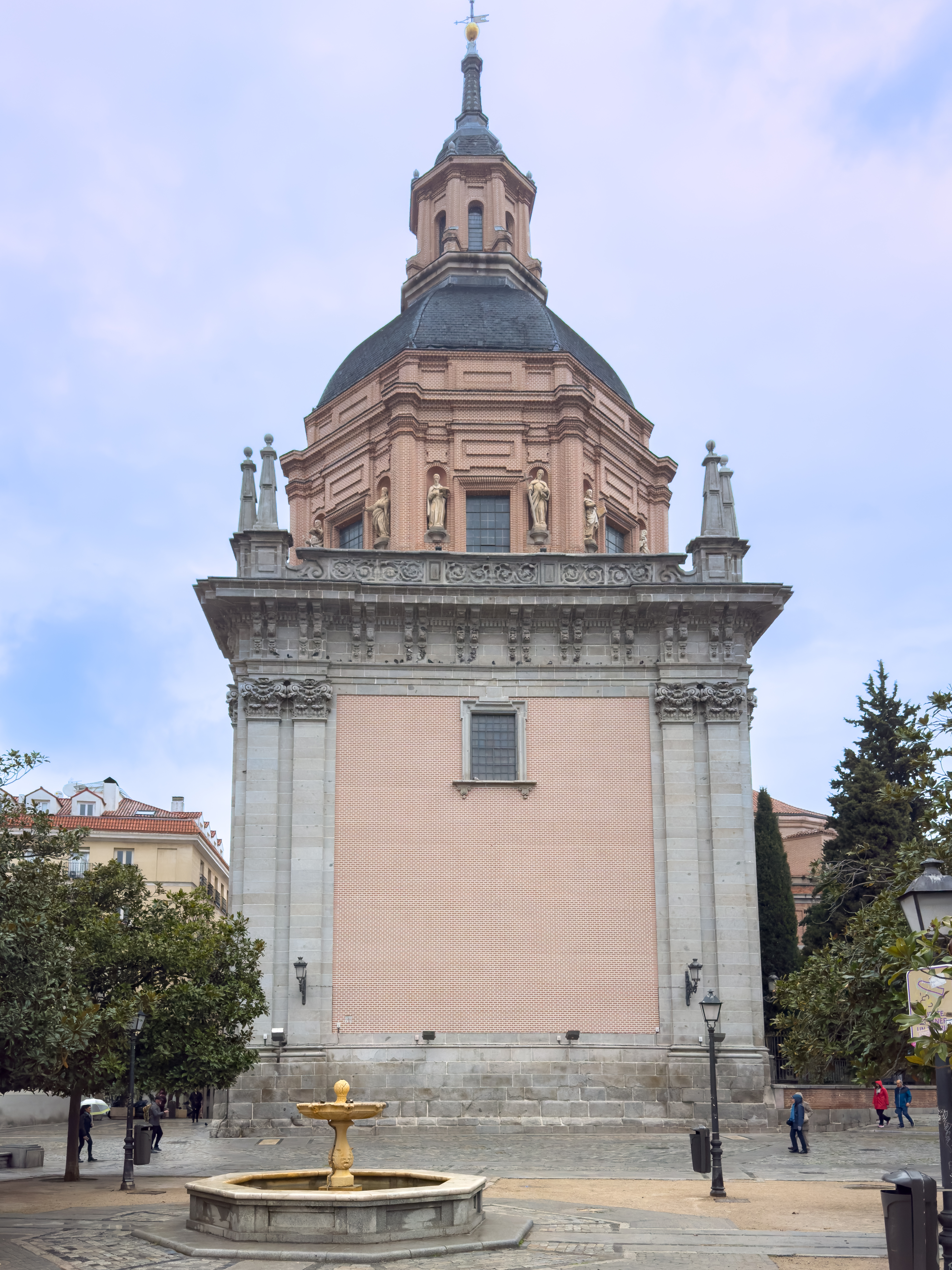
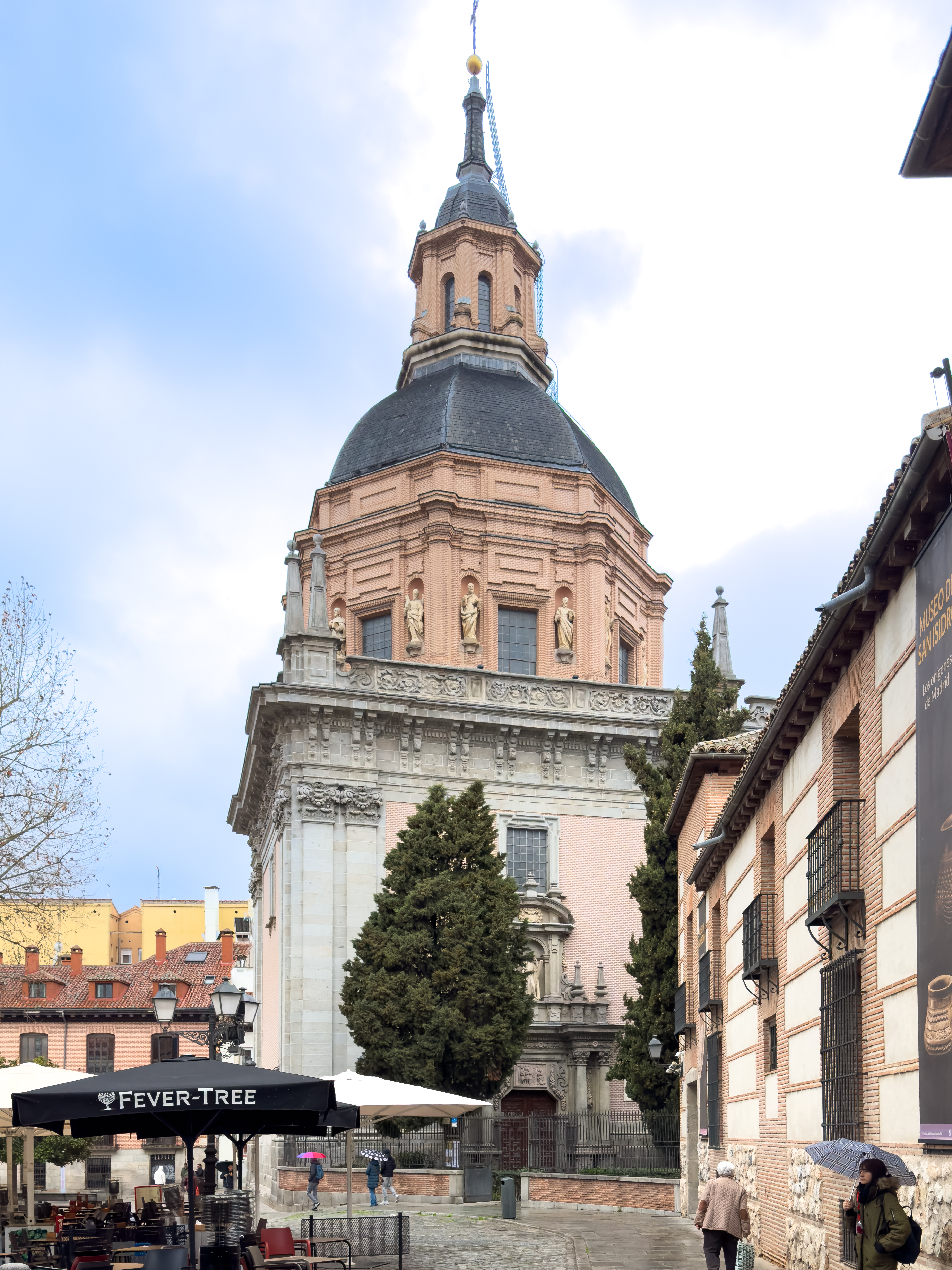
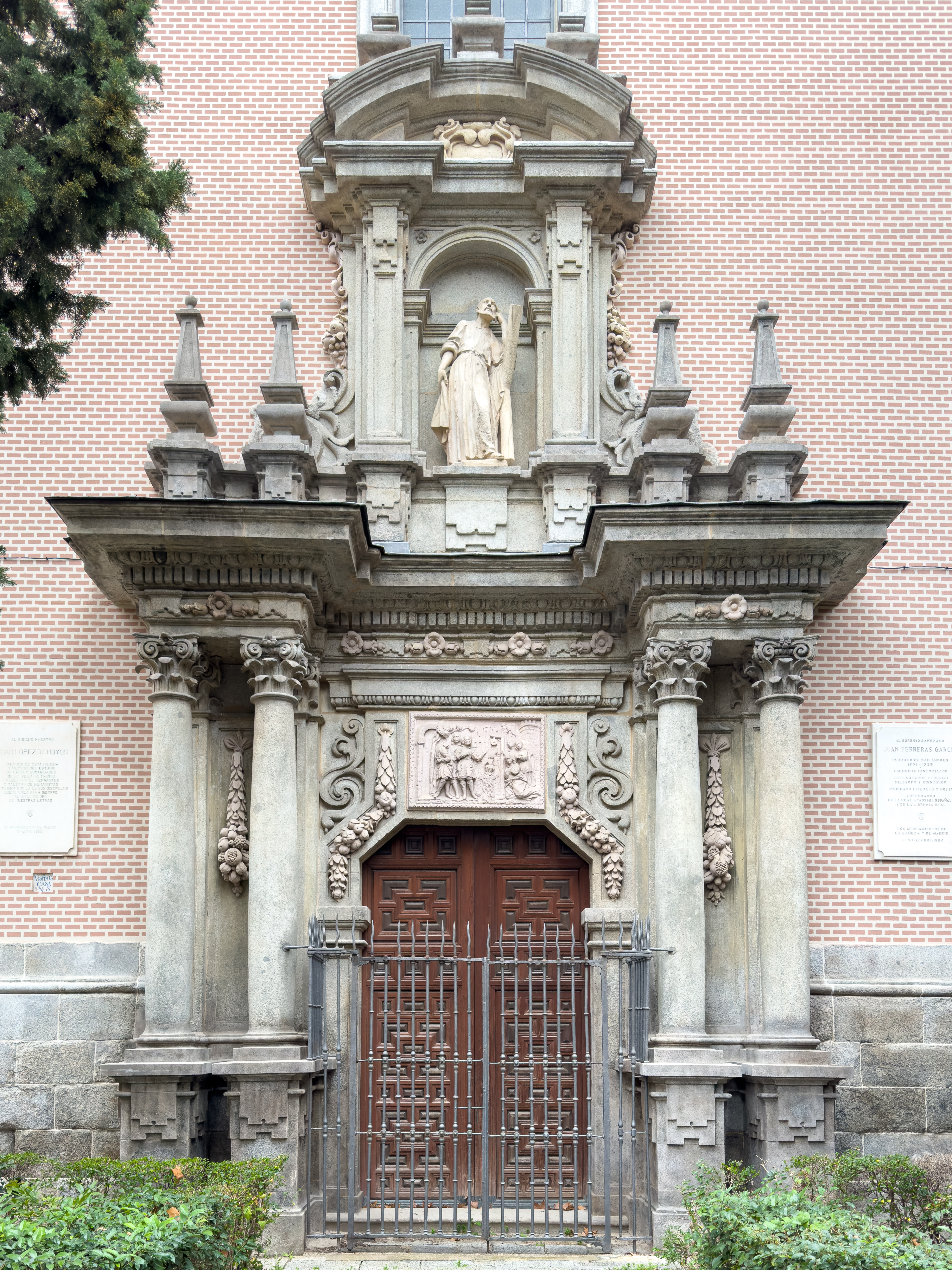
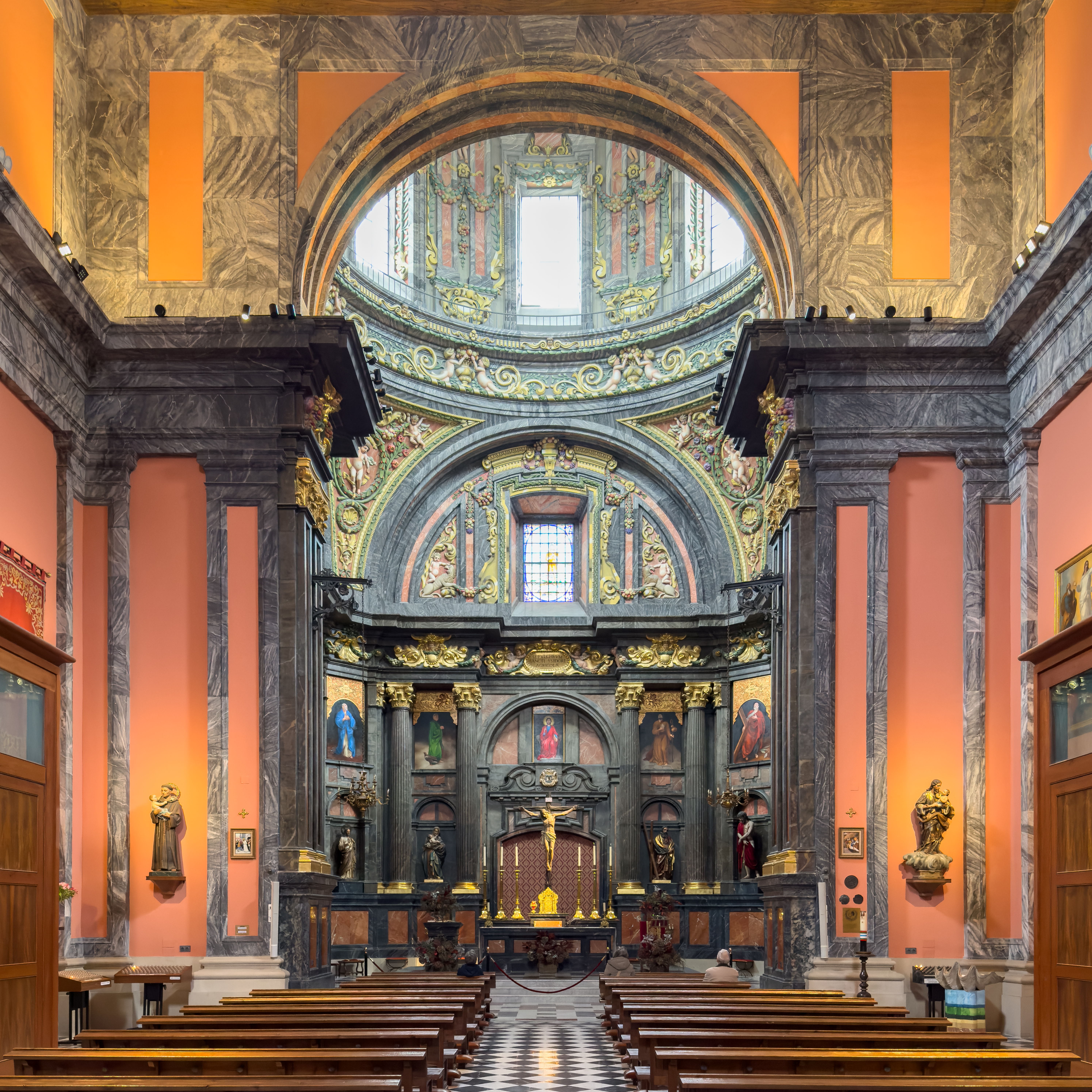
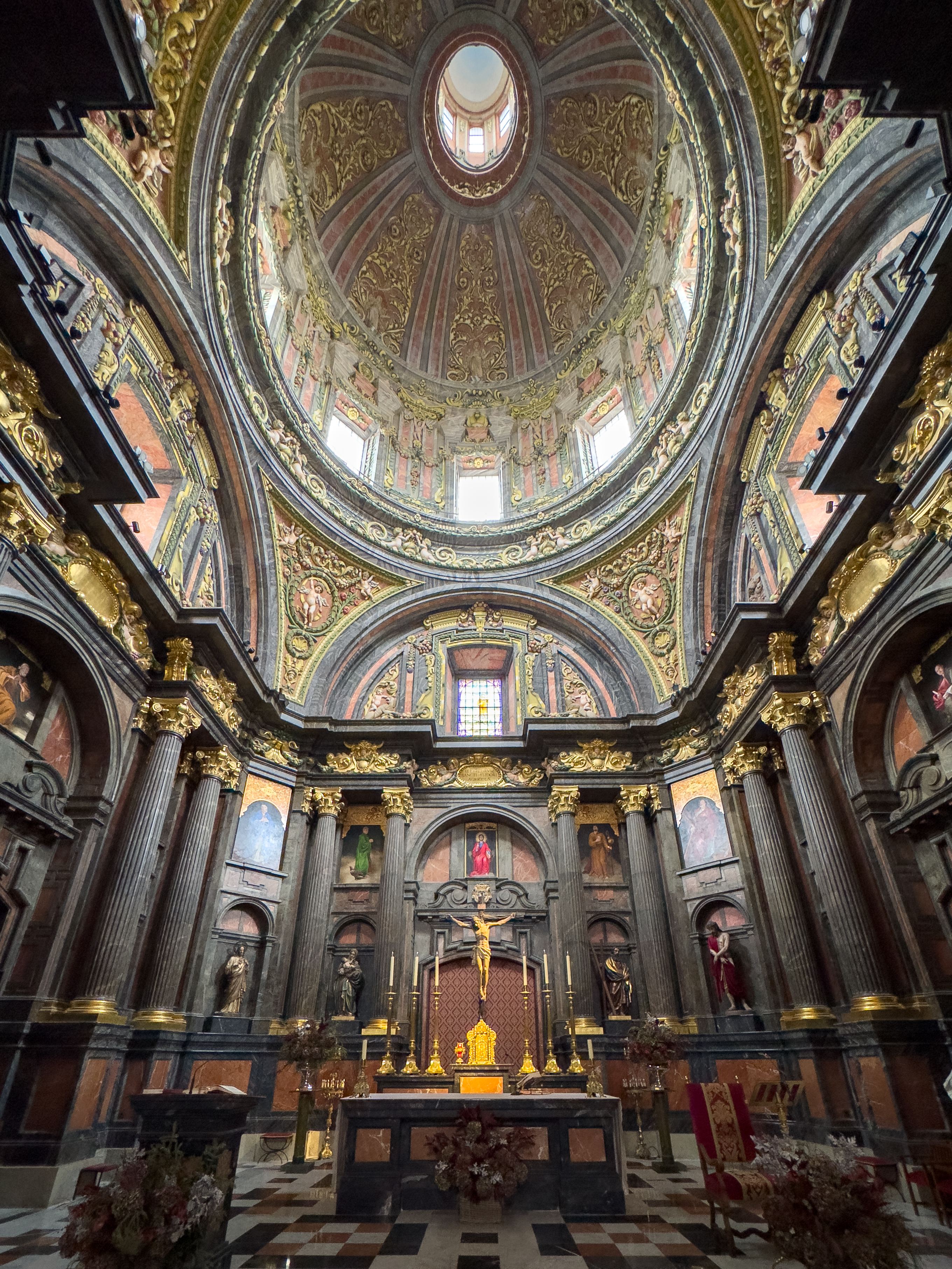
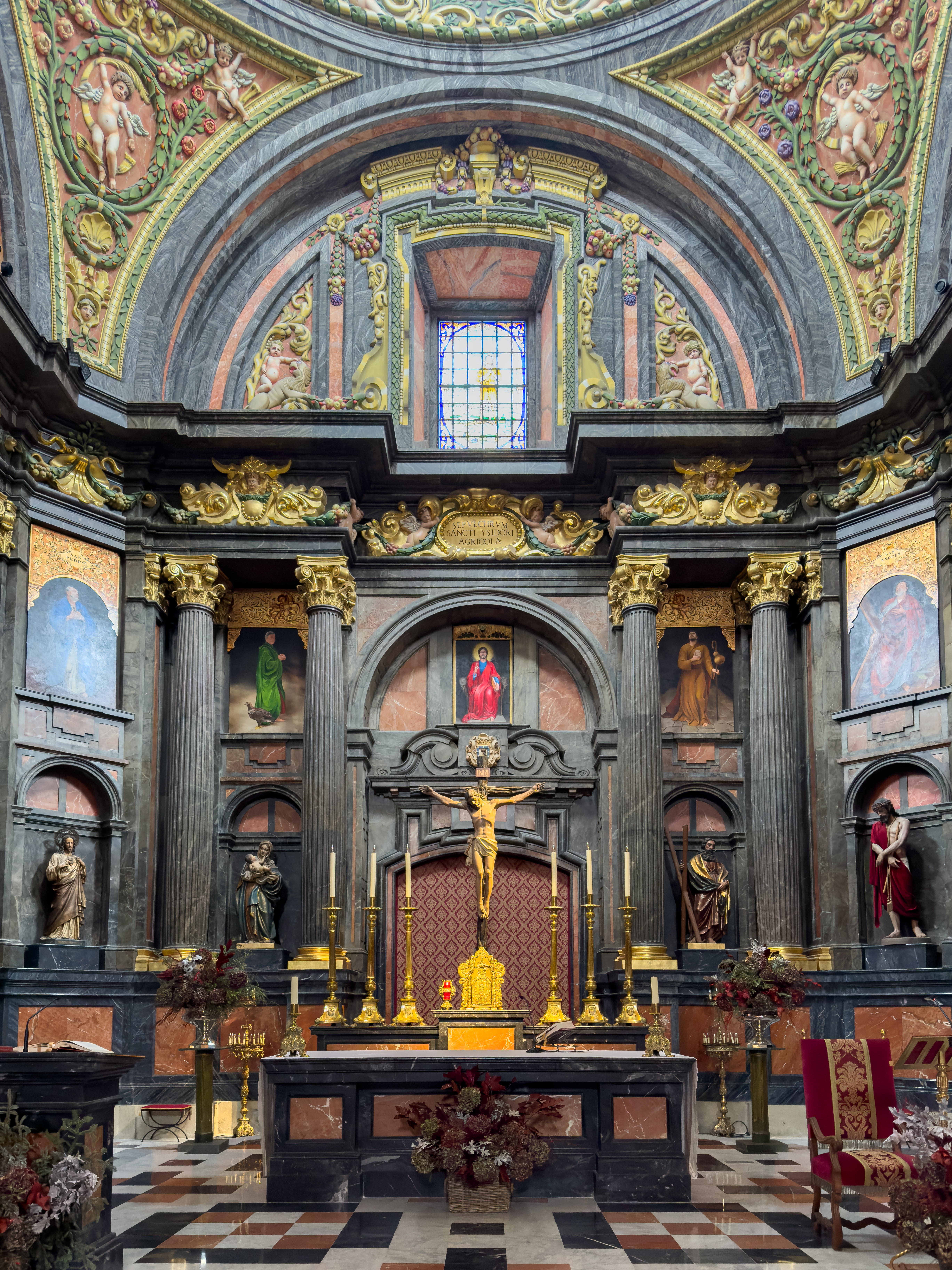
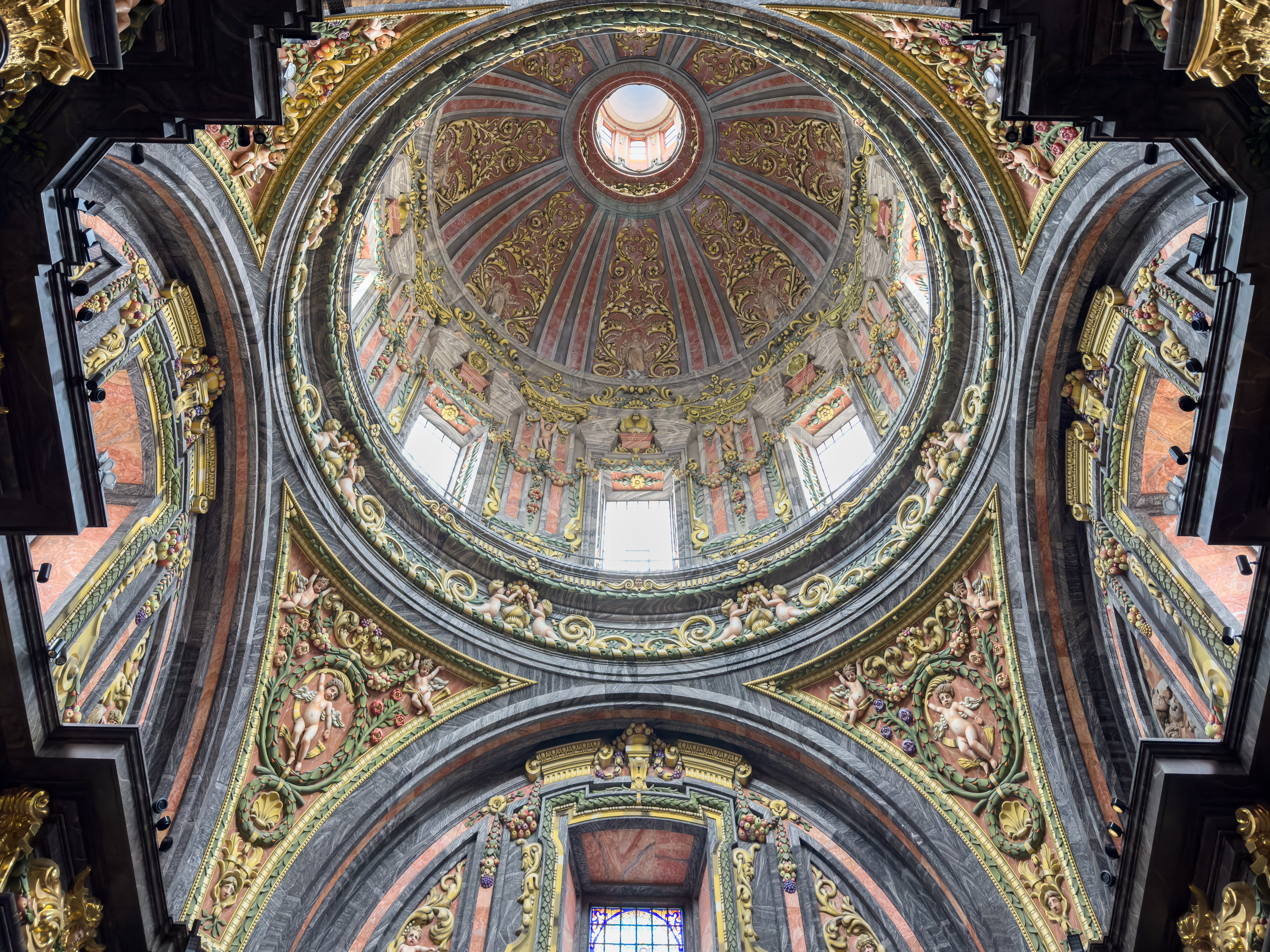
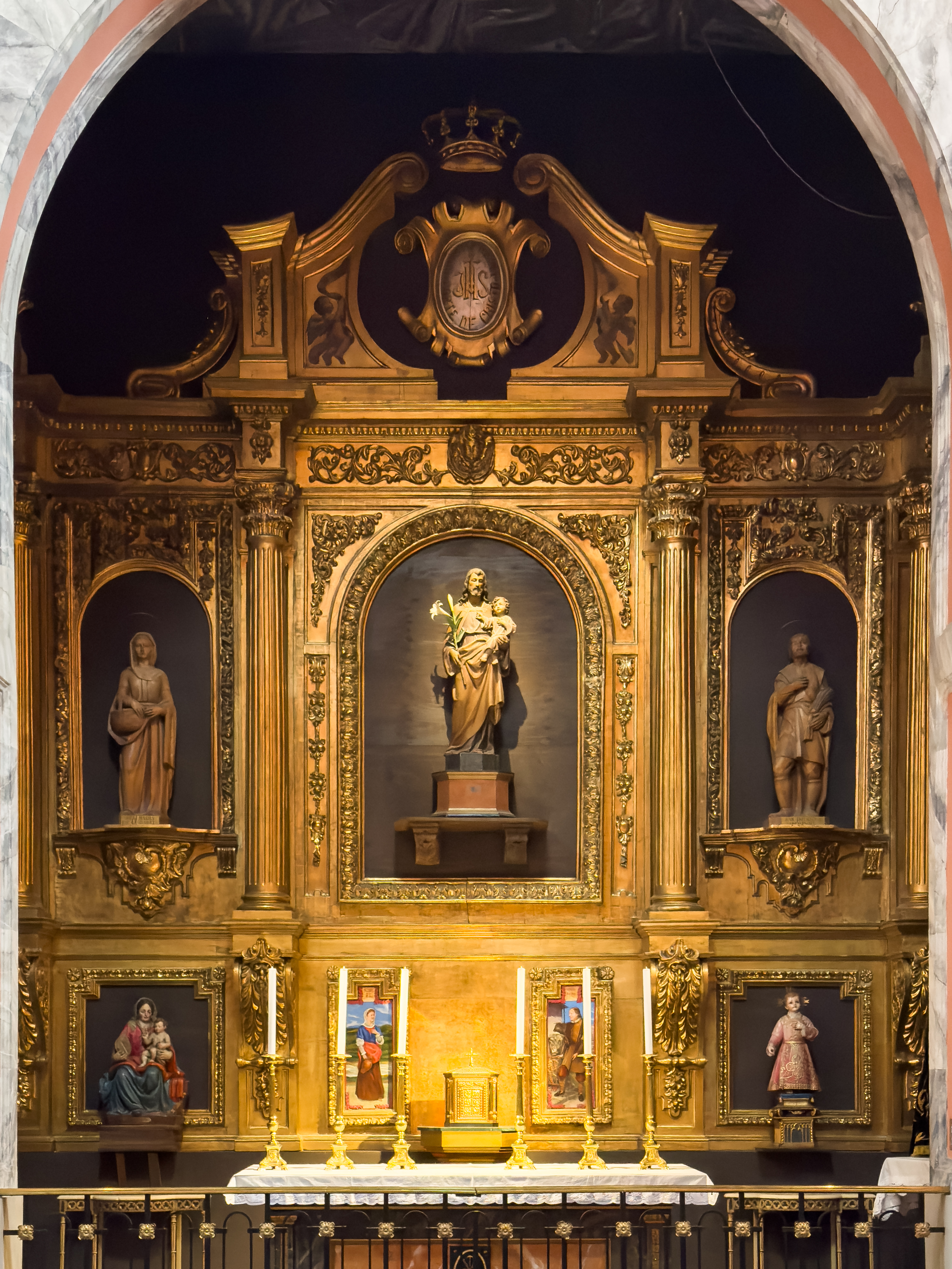